# God's Crucible (film 1917)
God's Crucible è un film muto del 1917 scritto e diretto da Lynn F. Reynolds.

## Trama
Vecchio e amareggiato, Lorenzo Todd ormai ha perso ogni interesse per la vita e per gli altri esseri umani: gli unici di cui si prende ancora cura sono il figlio Warren, Dudley, suo amico di una vita, e Virginia, la figlia di Dudley. I due giovani, Warren e Virginia, sono fidanzati ma lui, prima del matrimonio, si concede un'ultima avventura con una ballerinetta, cosa che distrugge l'amicizia dei loro padri. Lorenzo manda via da casa Warren, che va a finire in Arizona. Quando il vecchio Lorenzo si ammala, il suo medico gli prescrive un clima diverso, consigliandogli di andare a vivere nei pressi del Grand Canyon. Bloccato a Natale dalla neve nella capanna di un cacciatore di pellicce, Lorenzo riprende fiducia nell'umanità dopo avere conosciuto un ragazzino che gli infonde una nuova speranza. Il destino riporterà Warren dal padre e, dopo l'arrivo di Dudley e Virginia, gli animi di tutti si ritrovano, rasserenati e pronti alla riconciliazione.

## Produzione
La lavorazione del film, prodotto dall'Universal Film Manufacturing Company, iniziò a fine ottobre 1916 usando il titolo The Man with a Peanut Soul. Venne girato in Arizona, nel Grand Canyon e nei suoi dintorni. Moving Picture World riportò il 18 novembre 1916 il ritorno della troupe a Universal City; qualche giorno dopo, lo stesso giornale parlava del film come The Shriveled Soul. Il 16 dicembre, Motion Picture News annunciava che il titolo definitivo era God's Crucible.

## Distribuzione
Il copyright del film, richiesto dalla Bluebird Photoplays, Inc., fu registrato il 21 dicembre 1916 con il numero LP9836.

Distribuito dall'Universal Film Manufacturing Company, il film uscì nelle sale cinematografiche degli Stati Uniti il 22 gennaio 1917 dopo essere stato presentato a Los Angeles il 14 a New York il 16 gennaio.
Non si conoscono copie ancora esistenti della pellicola che viene considerata presumibilmente perduta.